# Kufajr Jabus
Kufajr Jabus (arab. ‏كفير يابوس‎) – miejscowość w Syrii, w muhafazie Damaszku, przy granicy z Libanem. W spisie z 2004 roku liczyła 3801 mieszkańców.
27 września 2024 siły powietrzne Izraela zbombardowały Kufajr Jabus podczas operacji „Północne Strzały”, zabijając pięciu syryjskich żołnierzy.